# Legacy Fighting Alliance
Legacy Fighting Alliance (eller LFA) är en amerikansk MMA-organisation som uppstod som ett resultat av att Legacy Fighting Championship och Resurrection Fighting Alliance gick samman tidigt 2017.

## Bakgrund

### Sammanslagning
Det meddelades 19 september 2016 att RFA och Legacy FC skulle gå samman och bilda det nya LFA. De höll sin första gala 13 januari 2017 med en match om bantamviktstiteln mellan de båda före detta mästarna från de gamla organisationerna som huvudmatch.

### Positionering
Redan innan sitt UFC Fight Pass-sändningsavtal hade LFA positionerat sig som en grogrund för nya potentiella UFC-talanger (en s.k. "feeder league") och har skickat många atleter vidare i deras karriärer. Några av de mer namnkunniga som gått från LFA till UFC är:
- Valentina Sjevtjenko
- Holly Holm
- Derrick Lewis

## Sändningsavtal
Fram till och med LFA 76 (2019-09-13) sände LFA sina galor över AXS TV, och sedan LFA 78 (2019-11-22) sänds de via UFC Fight Pass som streamar deras galor live och exklusivt.

## Nuvarande mästare
| Herrar        | Herrar                   | Herrar                                            | Herrar             | Herrar       |
| Viktklass     | Mästare                  | Regerande mästare sedan                           | Tid som mästare    | Titelförsvar |
| ------------- | ------------------------ | ------------------------------------------------- | ------------------ | ------------ |
| Bantamvikt    | Zviad Lazishvili (GEO)   | 4 september 2020 (LFA 90)                         | 4 år och 175 dagar | 0            |
| Fjädervikt    | Vakant                   | 1 september 2020 (Gonzalez skrev på för Bellator) | 4 år och 178 dagar |              |
| Lättvikt      | Bryce Logan (USA)        | 31 juli 2020 (LFA 87)                             | 4 år och 210 dagar | 0            |
| Weltervikt    | Vakant                   | 20 september 2020 (Willis skrev på för Bellator)  | 4 år och 159 dagar |              |
| Lätt tungvikt | Vakant                   | 6 mars 2020 (Polizzi skrev på för Bellator)       | 4 år och 357 dagar |              |
| Damer         |                          |                                                   |                    |              |
| Viktklass     | Mästare                  | Regerande mästare sedan                           | Tid som mästare    | Titelförsvar |
| Stråvikt      | Vanessa Demopoulos (USA) | 17 juli 2020 (LFA 85)                             | 4 år och 224 dagar | 0            |